# Paperino e i corvi
Paperino e i corvi (The Victory Garden) è una storia a fumetti della Disney scritta e disegnata da Carl Barks e pubblicata negli Stati Uniti su Walt Disney's Comics and Stories n. 31 dell'aprile 1943. È la prima storia realizzata da Barks come autore completo, sebbene avesse rielaborato una trama inviatagli dall'editore. In seguito Barks avrebbe scritto e disegnato da sé la quasi totalità delle sue storie.

## Storia editoriale
Dopo che Barks lasciò lo Studio Disney il 6 novembre 1942, iniziò a realizzare storie a fumetti direttamente per la Western Printing. La trama di Paperino e i corvi gli venne fornita dall'editore per il tramite di Dorothy Strebe del reparto pubblicazioni dello Studio Disney, accompagnata da una nota in cui gli veniva chiesto di fare qualunque miglioramento ritenesse opportuno. In un'intervista del 1973 Barks disse: "Era una specie di soggetto piuttosto indefinito. Ci lavorai sopra e lo resi più logico. Era una di quelle cose che realizzavano in modo affrettato. Credo che Eleanor Packer, che era la redattrice lì, lo avesse scritto con la mano sinistra mentre faceva altro con la destra".

## Trama
Paperino decide di piantare un orto con Qui, Quo e Qua, ma tre corvi continuano a mangiargli i semi e lo costringono a rinunciare. Quella notte Paperino va a piantare i semi in un terreno libero, ma il giorno dopo si accorge che esso viene usato dai suoi nipoti per giocare a football americano. Tentando di fermare la partita, si impadronisce della palla togliendola a uno dei nipotini e si dirige verso l'area avversaria. Paperino è sbattuto a terra ma realizza il touchdown che regala la vittoria alla squadra di Qui, Quo e Qua. Dopo la partita i corvi razziano quanto resta dell'orto di fortuna. Tornato a casa infuriato, Paperino giura a sé stesso che non pianterà mai più un orto. I nipotini comprano per lui un sacco pieno di semi speciali: a prova di corvo, in quanto invisibili, e che germogliano in una notte. Né i corvi né Paperino trovano i semi nel sacco: infuriato Paperino sbatte il sacco contro un muro della sua camera da letto, per poi scacciare i nipotini. Il mattino dopo, però, scopre con sua grande sorpresa che la sua camera da letto è diventata un vero e proprio orto, con grande scorno dei corvi che, da dietro la finestra, ammettono di essere stati "veramente giocati".

## Edizioni
La storia fu pubblicata per la prima volta negli Stati Uniti su Walt Disney's Comics and Stories n. 31 dell'aprile 1943. Fu la prima di una lunga serie di storie da 10 tavole realizzate da Barks per la testata. Fu poi ristampata più volte tra gli anni ottanta e duemila, e pubblicata in diverse nazioni europee oltre che in Brasile e in Corea del Sud. In Italia fu pubblicata per la prima volta il 29 gennaio 1950 nel n. 82 della collana Albi tascabili di Topolino, riadattata per il formato a striscia del periodico; in questa edizione il football viene chiamato "palla ovale" e viene confuso col calcio. Dopo diverse ristampe con vari formati e traduzioni, nel gennaio 1991 la storia fu pubblicata nel n. 16 di Zio Paperone in un'edizione fedele all'originale ma ricolorata, utilizzata anche per le successive ristampe.